# Bitva u Worringenu
Bitva u Worringenu byla bitva, kterou vyvrcholil spor o Limburské vévodství. Odehrála se dne 5. června 1288 u obce Worringen, dnes části Kolína nad Rýnem.

## Předvečer bitvy
V roce 1282 zemřel limburský vévoda Walram a o rok později (1283) také jeho bezdětná dcera a dědička Irmgarda Limburská. Vévodou se tak se souhlasem Rudolfa Habsburského stal Reinald z Geldernu, Irmgardin manžel. Jelikož se vévodství nacházelo na obchodní cestě spojující Bruggy s Kolínem nad Rýnem, přitahovalo zájem feudálů z okolí, především pak vévody Jana Brabantského a kolínského arcibiskupa Siegfrieda z Westerburgu. Území si však nárokoval také hrabě Adolf z Bergu, jenž svůj nárok prodal vévodovi z Brabantu. K prvním soubojům došlo v letech 1283-1288. V této době se také vytvořily koalice jednotlivých stran. Reinald z Geldernu na svoji stranu získal hraběte Jindřicha VI. Lucemburského a podporovali jej také Adolf Nassavský, Walram z Valkenburgu a flanderský hrabě Vít z Dampierre. Proti nim stáli Jan Brabantský, hrabata z Kleves, Jülichu, Loonu a Teklenburgu, lutyšský biskup Jan Flanderský a Floris V. Holandský.
V roce 1288 vypuklo v Kolíně nad Rýnem povstání proti arcibiskupovi. Měšťanům jel pomoci Jan Brabantský a při té příležitosti oblehl Worringen ovládající dopravu na Rýně. Brzy poté sem dorazili také jeho spojenci. Kolínský arcibiskup se spojenci shromáždili armádu u Neussu a dne 4. června dorazili k Brauweileru. Zde bylo, pravděpodobně pod tlakem Lucemburků, rozhodnuto o pokračování z Worringenu. Dne 5. června arcibiskup exkomunikoval Jana Brabantského.

## Složení armád a další účastníci

### Kolínský arcibiskup a jeho spojenci
Vrchním velitelem této koalice, čítající asi 4 200 mužů (z toho 2 300 těžkooděnců) byl Siegfreid z Westerburgu. Pravé křídlo představovali první šik, hotovost arcibiskupa a seržanti, kterým veleli kolínský arcibiskup a Adolf Nasavský. Střed představoval druhý šik těžké jízdy a seržanti z Lucemburska, přičemž zde byli Jindřich VI. Lucemburský, Walram Lucemburský a jejich spojenci a také Walram z Valkenburgu. V levém křídle pak byl třetí šik těžké jízdy, seržanti Geldernu – velitelé Reinald z Geldernu a Dětřich z Moers – a také rytíři Plattenbergů.

#### Účastníci
- Siegfried II. z Westerburku – kolínský arcibiskup a kurfiřt (1275-1297)
- Reginald I. z Geldernu – manžel Irmgardy z Limburka
- Jindřich VI. Lucemburský – lucemburský hrabě (1281-1288)
- Walram Lucemburský – bratr Jindřicha, pán z Ligny
- Jindřich z Houffalize – levoboček Jindřicha V. Lucemburského
- Balduin Lucemburský – levoboček Jindřicha V.
- Mikuláš ze Septfontaines – vazal Jindřicha VI.
- Dětřich z Ulmen – vazal Jindřicha VI.
- Ferry ze Sierck – vazal Jindřicha VI.
- Jan z Raville – vazal Jindřicha VI.
- Adolf Nasavský – nasavský hrabě, pozdější německý král (1292-1298)
- páni z Plettenbergu – vestfálský šlechtic
- Walram z Valkenburgu a z Monschau – švagr Rainalda z Geldernu
- Dětřich z Kleve – hrabě z Kleve (1275-1305)
- Walram z Jülichu
- Dětřich III. z Moers
- Jindřich z Westerburgu – arcibiskupův bratr
- Ludvík z Hammersteinu – vazal arcibiskupa
- Jan z Rheinecku – vazal arcibiskupa
- Heřman z Vorstu – vazal arcibiskupa
- Jindřich z Ossendorfu – vazal arcibiskupa

### Vévoda Jan Brabantský a jeho spojenci
Také na vévodově straně se bitvy zúčastnilo asi 4 200 mužů, z toho 2 200 těžkooděnců a 2 000 pěších. Až 1 500 mužů představovala kolínská milice. První šik těžké jízdy byl umístěn ve středu a tvořili jej vazalové Jana z Brabantu. Pravé křídlo představoval druhý šik těžké jízdy a seržanti z Brabantu, přičemž zde byli hrabata Walram z Jülichu a Arnold VI. z Loozu, pánové Fridrich z Reifferscheidu, Jindřich z Wildenbergu, Gerhard z Jülichu, Jan Schevard z Rode, Gerlach z Dollendorfu, Heřman z Thombergu, Jan z Bedburu, pán z Greifensteinu, hrabě z Virneburgu a hrabě z Weilnau. Na levém křídle se pak nacházel třetí šik těžké jízdy, kolínské milice a sedláci z Bergu [[[Wikipedie:Vyhněte se vyhýbavým slovům|ujasnit]]]. Umístěni sem byli hrabata Eberhard z Marku a Adolf z Bergu, Simon z Tecklenburgu, Ota z Waldecku, Gottfried z Ziegenheimu a Jindřich z Windecku, bratr Adolfa z Bergu.

#### Účastníci
- Jan I. Brabantský – brabantský vévoda (1267-1294)
- Gottfried z Brabantu, pán z Aarchotu – Janův bratr
- Adolf V. z Bergu – hrabě z Bergu
- Eberhard z Marku – fojt v Essenu
- Gerhard z Jülichu – bratr Walrama z Jülichu
- Rasso VII. z Gavre – vazal Jana I., z Vlámska
- Arnold z Loonu (Loozu)
- Ota IV. z Teklenburgu
- Ota I. z Waldecku
- Gottfried VI. ze Ziegenhainu
- Gottfried I. z Viandenu (též z Grimberghenu a Perwez)
- Jindřich I. z Virneburgu – hrabě z Virneburgu (1242-1289)
- Jindřich III. z Boutershemu – truksas
- Jan z Arkel – Janův vazal
- Vilém z Pipenpoy – Janův vazal
- Dětřich z Geyelnkerke – Janův vazal
- Štěpán Ittre – Janův vazal
- Arnold z Diest – Janův vazal
- Arnold z Ysshe – Janlův vazal
- Egidius z Humbeeku – Janův vazal
- Dětřich z Rochefort-Walcourt – Janův vazal
- Vilém z Antoing – Janův vazal
- Walther VII. z Malines – Janův vazal
- Robert z Grimberghen – Janův vazal
- Arnold z Walhain – Janův vazal

### Další účastníci
- Jan van Heelu – účastník bitvy a kronikář, který o ní sepsal kroniku
- Walther Dodde – snad mnich, který údajně velel sedlákům z Bergu. Po ústupu je měl dokázat znovu sjednotit a vést proti křídlu arcibiskupa. Pravděpodobně byl členem řádu německých rytířů

## Průběh bitvy

Nákres průběhu bitvy

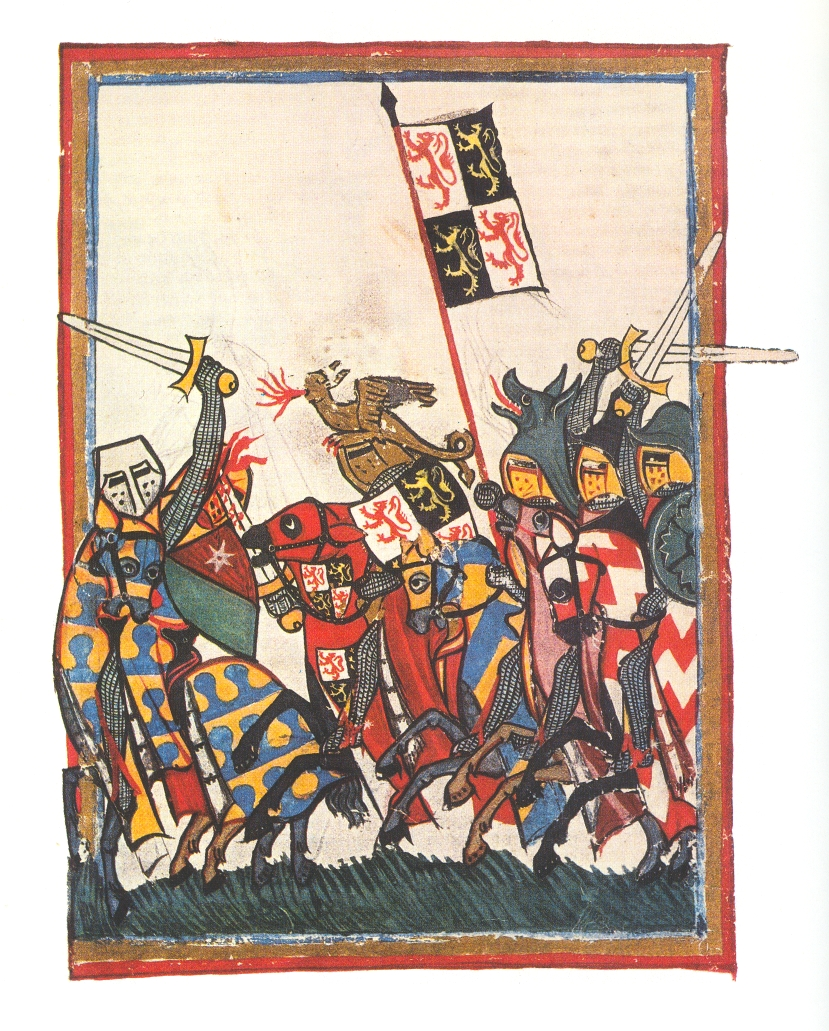
Bitva u Worringenu v Codex Manesse

Ještě chvíli před bitvou proběhl poslední neúspěšný pokus o smír, vedený bratry z řádů německých rytířů. Předvoj arcibiskupovy armády postupoval podél Rýna a zastavil se nedaleko vojska hraběte z Bergu, který na to reagoval žádostí o pomoc od Jana Brabantského. Taktickým velitelem vévodovy armády byl vybrán hrabě z Virneburgu, jenž radil vyčkat, jelikož očekával rozpad arcibiskupovy armády. Mezitím došlo k sešikování lucemburské bataille a armády hraběte z Geldernu a vytvoření dlouhé linie. Následně se armády k sobě přibližovaly, až arcibiskupova armáda ztratila formaci. V té chvíli Rasso z Gavre chybně rozkázal zaujmout řídkou linii, na což reagoval Liebrecht z Dormaal rozkazem zaujmout těsnou linii. Vzápětí Heřman z Haddemale a Berroot z Halloy naléhali na Jindřicha Lucemburského, protože ani jejich armáda nebyla správně sešikovaná. V té chvíli došlo k prvním srážkám jezdectva, kterému na vévodově straně veleli Franbach z Bingelenu, Arnold z Yssche a laický bratr Arnold (bratr pána z Heusdenu). Ze strany arcibiskupa pak útočila korouhev Schavedriesů na nepřátele z rodů Witthems a Mulrepas.
Část vévodovy armády – družina pánů Kuika, Arkela a Heusdena – se dostala pod tlak, takže jim přišli na pomoc další brabantští rytíři. Arcibiskupovy jednotky, vedené Geldernem a arcibiskupem, následně na křídlech obklíčily nepřátelskou armádu. Část Geldernovy armády (vedená Reinierem z Ezelem) začala rabovat v táboře, čehož využily armády Looze a Jülicha. Uprostřed se Jindřich Lucemburský pokoušel probojovat k vévodovi, ale kvůli statečně bojujícím jednotkám Geraarda z Wezemaala, Viléma z Pipenpoi a Gillesa Buzega se mu to nepodařilo. Dokázal pouze prorazit formaci Oesseninců z Arden, ovšem dál se nedostal. Téměř se mu nepodařilo dostat se zpět, protože byl zatlačen Gottfriedem z Brabantu. Vévodu mezitím Walter z Wezu poranil do ramene a následně brabantští přišli o svoji korouhev, když padl Raas z Grezu, ovšem vzápětí ji opět vztyčili Claas z Ouden a Walter z Capellenu. Vévoda navíc přišel o koně, a proto se musel pro nového dostat pěšky přes bojiště za Arnoldem van der Hofstatem. Následně podnikl se skupinou 20 jezdců útok na lucemburskou korouhev. Jindřichova družina se tak ocitla odříznuta od zbytku armády, navíc mu zranili koně. Když se na něj snažil vrátit, zabil jej Wouter van den Bisdomme.
Arcibiskup se mezitím snažil dostat přes Gottfrieda Brabantského a bratry ze St. Pol na levém křídle vévodovy divize, přičemž arcibiskupovu korouhev vedl Adolf Nasavský. Postupně se do boje zapojili také nespokojení nevolníci z Bergu a kolínská milice. Nevolníci se do bitvy zapojili velmi aktivně, ovšem nedokázali rozeznat spolubojovníky od nepřátel. Milice se dala na ústup, ale o chvíli později se znovu shromáždili a snad pod vedením Walthera Doddeho zaútočili na arcibiskupovy jednotky. Ten se tím dostal do obklíčení a raději se vzdal Gottfriedu Brabantskému. Jelikož se však nedokázal dostat přes mrtvé koně, musel jej nakonec před měšťany z Kolína zachránit Adolf z Bergu, který jej nechal odvézt z boje na hrad Monheim.
Jediný, kdo se stále držel, byl Geldern. Ten byl sice při útoku brabantských zajat, ale jak se zjistilo, jednalo o panoše hraběte z Loozu, který se za hraběte z Geldernu převlékl. Geldern za pomoci purkrabího Montenakenu mezitím opustil bojiště, ale čtyři vévodovi rytíři ho zajali.
Ve středu bitevního pole bojoval Walram z Valkenburgu, který odolával silnému náporu brabantských. Korouhev sice ztratil, ale podařilo se vztyčit novou a postupně shromažďovat rytíře. Mezi nimi byli i šlechtici Geldernu, kteří odmítli bitvu opustit. Při útoku však minul vévodovy jednotky a zaútočil na jednotky hraběte z Jülichu. Během boje byli oba zraněni a Walrama museli zachránit hrabě z Loozu a Arnold ze Stem, kteří mu umožnili uprchnout. V bitvě tak zůstali páni z Schavedries, kteří ovšem byli pobiti pány z Mulrepas.
Bitva tak skončila jasným vítězstvím vévodovy strany. Podařilo se jim zajmout kolínského arcibiskupa a také hraběte Reinalda I. z Geldernu. Jindřich Lucemburský v bitvě padl a spolu s ním i Walram I. z Ligny a Jindřich z Westerburgu.
Podle kroniky, kterou sepsal Jan z Heelu, padlo v bitvě na arcibiskupově straně 1100 mužů a na vévodově straně 40. Zde jsou ovšem pravděpodobně započítáni jen šlechtici, pěchoty totiž padlo větší množství.

## Důsledky
Po vítězství připadlo limburské vévodství Janu Brabantskému. Kolínský arcibiskup byl povinen zaplatit výkupné a také 12 000 marek jako odškodné Bergu. Dalším důsledkem bylo získání větší nezávislosti Kolína nad Rýnem na arcibiskupství. Vládu si upevnila také hrabata z Bergu, Marku a Jülichu. Rozhodnutím Rudolfa Habsburského přišel Siegfried z Westerburgu o pravomoci říšského kancléře. Za to se Habsburkům pomstil roku 1292, kdy na říšský trůn prosadil Adolfa Nasavského.